# Puna atacamenha

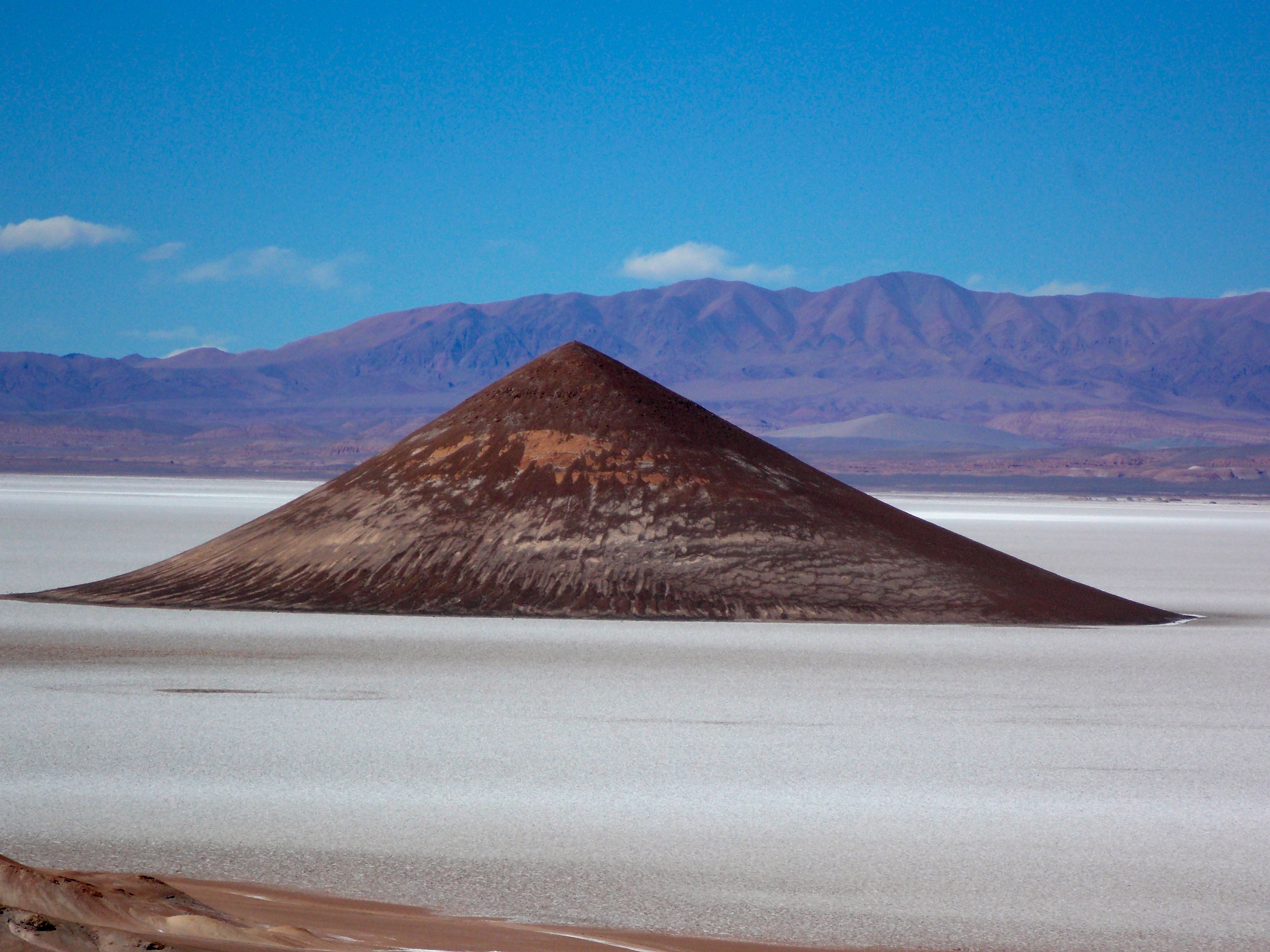
Cono de Arita, Salta (Argentina)

A Puna de Atacama é uma região de salinas localizada no extremo sul do altiplano andino, ao norte do atual território do Chile (15%) e da Argentina (85%). É uma grande plataforma situada entre 2500 e 4000 metros de altitude por onde floresceu por mais de dois milênios a cultura atacamenha. Devido à aridez do local e características do altiplano, o terreno é bastante salinizado, daí por vezes ser denominado também de salinas do Atacama.

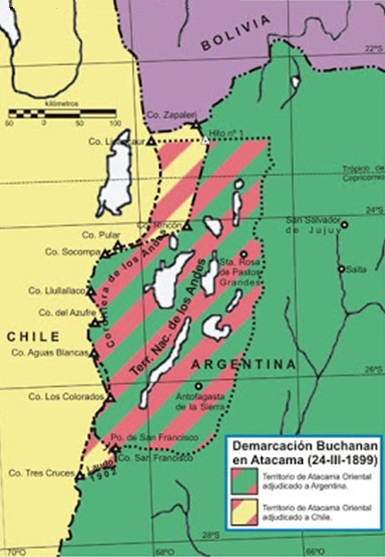
Puna atacamenha

A Puna do Atacama é a porção Sul do altiplano andino e se estende do norte da Província de San Juan na Argentina até a Bolívia, sendo considerada uma subregião da puna andina.
Sob aspecto ambiental essa região de altiplano caracteriza-se por reunir as condições climáticas mais severas dos Andes no que se refere à aridez. O solo é extremamente salitrado e chove pouco na região, sendo considerada uma das regiões mais estérieis do planeta. Houve uma tentativa por parte do Chile em explorar a região extraindo seu salitre, porem foi vetado pelo próprio Congresso.
Em sua parte ocidental a puna é muito seca, com precipitação anual inferior a 100 mm, sendo por isso chamada puna desértica. Na verdade é o Deserto do Atacama.
Este processo de desertificação iniciou-se durante a etapa final da última glaciação, por volta de 13.000 anos atrás, quando houve uma mudança no clima, tornando o ambiente mais quente e árido.
Nos locais onde os lagos secaram, surgiram as salinas do Atacama. Há bonitos oásis na região, com pequenos bosques de algarobas e chanhares.